# DRAGON (LOUDNESSのアルバム)
DRAGON（ドラゴン）はLOUDNESSの13枚目のアルバム。

## 内容
第4期LOUDNESSによる「インド3部作」の第2作にあたる本作は12曲中2曲がインストでその中の「回想」では日本語で統一された数少ないタイトルである(ちなみに11曲目のTAJ MAHALの一部を逆転再生したもの)。

## 批評
CDジャーナルは「80年代とはまったく別モノではあるが、この強力な存在感ある音像は理屈抜きでカッコイイ」と評した。

## 収録曲
1. 9 MILES HIGH
2. DOGSHIT
3. WICKED WITCHES
4. CRAZY GO-GO
5. VOODOO VOICES
6. 回想
7. BABYLON
8. CRAWL
9. FORBIDDEN LOVE
10. MIRROR BALL
11. TAJ MAHAL
12. NIGHTCREEPERS

作詞：山田雅樹(#1 - 5, 7 - 10, 12)　
作曲：高崎晃(#1 - 6, 8 - 12)、本間大嗣(#7)　
編曲：LOUDNESS(#ALL)

## 参加ミュージシャン
- 山田雅樹 - ボーカル
- 高崎晃 - ギター
- 柴田直人 - ベース
- 本間大嗣 - ドラムス